# Howling Syn
Howling Syn est un groupe canadien de metal gothique, originaire de Montréal, au Québec. Après plusieurs démos et un EP, le groupe enregistre et publie son premier album studio, Forebearers of Dusk. Le groupe publie son deuxième album studio, Devilries, en 2004 au label Escapi Music. En 2008, le groupe décide de faire une pause.

## Biographie
Howling Syn est formé en 1998 à Montréal. En 2000, le groupe publie un total de cinq démos incluant Black Moon, Demos-Vocals-Remixes, Howling Syn, Witches of Avalon et Wolfqueen. L'année suivante, le groupe publie l'EP Night Charmers/Black Moon sur le site web MP3.com. En 2002, le groupe publie son tout premier album studio, intitulé Forebearers of Dusk. Lors d'un entretien en février 2003, Patryk Pigeon explique avoir bien été accueilli par les fans et la presse spécialisée concernant l'album. 
Le groupe publie son deuxième album studio, Devilries, en 2004 au label Escapi Music. Cette même année, le groupe se sépare de son guitariste Gilbert Riendeau. Riendeau est remplacé par Patryk, qui passe de la basse à la guitare, et le groupe recrute le bassiste Carlo Moscardini (Type O Negative, Overkill) en mars 2005. Le 1er janvier 2005, le groupe met en ligne son nouveau site web. En 2006, le groupe se sépare de son batteur Éric Mireault. Le groupe enregistre un troisième album au début de 2007, A Taste of Modern Evil, qu'il décide de publier exclusivement sur Internet le 13 février 2008 à « prix raisonnable. »
Le 14 janvier 2008, Patryk Pigeon annonce que le groupe a décidé de prendre une longue pause. Après presque dix ans d'activité et de changements de formations, « nous pensons que c'est mieux pour nous d'explorer autre chose et de recharger les batteries artistiques. »

## Membres

### Derniers membres
- Patryk Pigeon - chant, basse (1998–2005), guitare (2005–2008), claviers (1998–2008)
- Sophie LeMay - chant (1998–2008)
- Carlo Moscardini - basse (2005–2008)

### Anciens membres
- Éric Mireault - batterie (1998–2006)
- Gilbert Riendeau - guitare (1998–2004)

## Discographie
- 2000 : Howling Syn (démo)
- 2000 : Wolfqueen (démo)
- 2000 : Witches of Avalon (démo)
- 2000 : Black Moon (démo)
- 2000 : Demos-Vocals-Remixes (démo)
- 2001 : Night Charmers - Black Moon (EP)
- 2002 : Forebearers of Dusk
- 2004 : Devilries
- 2008 : A Taste of Modern Evil